# Ózd vasútállomás
Ózd vasútállomás egy Borsod-Abaúj-Zemplén vármegyei fejállomás, Ózd településen, melyet a MÁV üzemeltet. Közúti megközelítését Ózd belterülete felől a 25-ös főútból, annak 69,300-as kilométerszelvényénél kiágazó, alig 150 méter hosszú, 25 307-es számú mellékút (települési nevén Volny József út) biztosítja.

## Vasútvonalak
Az állomást az alábbi vasútvonalak érintik:
- Miskolc–Bánréve–Ózd-vasútvonal

## Kapcsolódó állomások
A vasútállomáshoz az alábbi állomások vannak a legközelebb:
- Ózd alsó megállóhely (Miskolc–Bánréve–Ózd-vasútvonal)

## Megközelítés tömegközlekedéssel
- Helyi busz:  4, 7, 8, 12, 21, 46, 47, 68, 74, 76, 78
- Távolsági busz:  1369, 1384, 1410, 1411
- Helyközi busz:  3770, 3773, 4104, 4140, 4145

## Forgalom
| Járat        | Útvonal | Gyakoriság   |
| ------------ | --- | ------------ |
| személyvonat | Miskolc-Tiszai – Miskolc-Gömöri – Sajóecseg – Sajószentpéter – Kazincbarcika alsó – Kazincbarcika – Sajókaza – Vadna – Dubicsány – Putnok – Pogonyipuszta – Bánréve – Bánrévei Vízmű – Ózd alsó – Ózd | Napi 2 pár   |
| személyvonat | Miskolc-Tiszai – Miskolc-Gömöri – Sajókeresztúr – Sajóecseg – Sajószentpéter – Kazincbarcika alsó – Kazincbarcika – Putnok – Bánréve – Ózd alsó – Ózd                                                 | 1-2 óránként |